# 송강정
담양 송강정(潭陽 松江亭)은 대한민국 전라남도 담양군 고서면에 있는, 조선시대 송강 정철(1536∼1593)이 조정에서 물러나 4년동안 조용히 지내던 정자이다. 1972년 1월 29일 전라남도 기념물 제1호로 지정되었다.

## 개요
정송강 유적은 조선 중기 학자이자 정치가인 정철(1536∼1593)이 성산에 와 있을 때 머물렀던 곳으로, 송강정과 식영정으로 구성되어 있다.
정철은 호가 송강으로, 명종 16년(1561) 27세의 나이로 과거에 급제하였다. 그 뒤로 많은 벼슬을 지내다가 정권다툼으로 벼슬을 그만두고 고향인 성산에 내려와 『성산별곡』, 『사미인곡』 등의 문학작품을 지었다.
송강정은 앞면 2칸·옆면 3칸 규모로, 지붕은 옆면에서 볼 때 여덟 팔(八)자 모양인 팔작지붕으로 꾸몄다. 앞면에는 '송강정'이라는 현판이, 옆면에는 '죽록정'이라는 현판이 걸려 있다.
식영정은 앞면 2칸·옆면 2칸 규모로, 지붕은 송강정과 마찬가지로 팔작지붕이다. 한쪽 귀퉁이로 방을 몰아 붙이고 앞면과 옆면을 마루로 만든 점이 특이하다.

## 명칭 변경
1972년 1월 29일 전라남도 기념물 제1호로 지정 당시의 문화재 명칭은 정송강유적(鄭松江遺蹟)으로, 담양군 남면 지곡리에 있는 식영정과 고서면 원강리에 있는 송강정을 묶어 하나의 문화재로 지정되었다. '담양 식영정 일원'이 국가지정문화재(명승 제57호, 명칭 : 담양 식영정 일원, 지정일 : 2009.09.18 )로 승격 지정되었고, 당초에 '정송강유적'으로 함께 지정되었던 '환벽당'(광주광역시 북구 소재, 광주 기념물 제1호, 지정명칭 : 환벽당)도 광주광역시에 이관(1986년)되어 송강정(담양 고서면 소재) 단일유적으로 있게 됨에 따라 문화재 명칭을 '담양 송강정'으로 변경하고 식영정 구역은 지정 해제(구역 포함)되어 2010년 5월 27일 담양 송강정(潭陽 松江亭)으로 변경지정되었다.

## 같이 보기
- 정철
- 성산별곡
- 사미인곡
- 담양 식영정 일원 : 명승 제57호 (2009년 9월 18일 지정)
- 광주 환벽당 일원 : 명승 제107호 (2013년 11월 6일 지정)

## 참고 자료
- 담양 송강정 - 국가유산청 국가유산포털